# NAD+—dinitrogen-reduktaza ADP-D-riboziltransferaza
NAD+—dinitrogen-reduktaza ADP--riboziltransferaza (EC 2.4.2.37, NAD—azoferedoksin (ADPriboza)transferaza, NAD—dinitrogen-reduktaza ADP--riboziltransferaza) je enzim sa sistematskim imenom NAD+:(diazot reduktaza) (ADP-D-ribozil)transferaza. Ovaj enzim katalizuje sledeću hemijsku reakciju
+ + [dinitrogen reduktaza] {\displaystyle \rightleftharpoons } nikotinamid + ADP-D-ribozil-[dinitrogen reduktaza]
Zajedno sa enzimom EC 3.2.2.24 (ADP-ribozil-[dinitrogen reduktaza] hidrolaza), kontroliše nivoe aktivnosti enzima EC 1.18.6.1, nitrogenaze.

## Literatura
- Nicholas C. Price; Lewis Stevens (1999). Fundamentals of Enzymology: The Cell and Molecular Biology of Catalytic Proteins (Third изд.). USA: Oxford University Press. ISBN 019850229X.
- Eric J. Toone (2006). Advances in Enzymology and Related Areas of Molecular Biology, Protein Evolution (Volume 75 изд.). Wiley-Interscience. ISBN 0471205036.
- Branden C; Tooze J. Introduction to Protein Structure. New York, NY: Garland Publishing. ISBN 0-8153-2305-0.
- Irwin H. Segel. Enzyme Kinetics: Behavior and Analysis of Rapid Equilibrium and Steady-State Enzyme Systems (Book 44 изд.). Wiley Classics Library. ISBN 0471303097.

## Spoljašnje veze
- NAD+---dinitrogen-reductase+ADP-D-ribosyltransferase на 